# The Cool Quest
The Cool Quest is een Nederlandse band uit de stad Zwolle bestaande uit de leden Vincent Bergsma, Ilse de Vries, Sander Moorlag, Mira Burgers & Cedric Siegers.

## Ontstaan
Het ontstaan van de groep voert terug op een jamsessie in 2010, toen een aantal muzikanten elkaar ontmoetten in een oefenstudio in de Friese stad Sneek. Omdat het samenspel goed beviel, besloten de bandleden samen te gaan werken, wat resulteerde in het debuutalbum Funkin' Badass uit 2014. Daarna bracht de band singles uit als Heatwaves (2016), Coastline (2016) en Runnin (2017), wat uitmondde in het tweede album Vivid uit 2018. Meer singles volgden, zoals Till It's Over (2019), Punisher (2020), Temporary (2020) en YOU got what i need (2020), die vaak op de Nederlandse radio werden gedraaid. De muziek van The Cool Quest beweegt zich tussen funk, hiphop en rap.
De single Goodlife van het album Vivid werd gebruikt voor de videogame NHL '19.

## Nominaties en gewonnen prijzen
The Cool Quest is met regelmaat genomineerd of in de prijzen gevallen. Zo werd de band uitgeroepen tot "Beste Soul & Jazz-talent" van Radio 6 in 2014 en tot "Beste groep" en "Beste liveact" tijdens de Radio 6 Soul & Jazz Awards 2015 en genomineerd voor de Friese Popawards 2015. Verder werd The Cool Quest uitgeroepen tot 3FM Serious Talent 2015 en won de band de Popprijs Overijssel van 2018.

## Discografie
| Titel                 | Jaar van uitgave |
| --------------------- | ---------------- |
| Funkin' badass        | 2014             |
| Shine                 | 2014             |
| Heatwaves             | 2016             |
| Pulsar                | 2016             |
| Coastline             | 2016             |
| Runnin'               | 2017             |
| Goodlife              | 2018             |
| Storm                 | 2018             |
| Fallin'               | 2018             |
| Dark Matter           | 2018             |
| Spacious              | 2018             |
| Level Ya Head         | 2018             |
| Full Throttle         | 2018             |
| Till it's over        | 2019             |
| Punisher              | 2020             |
| Punisher (akoestisch) | 2020             |
| temporary             | 2020             |
| YOU got what i need   | 2020             |
| PARTY ON THE BLOC     | 2021             |

| Titel          | Jaar van uitgifte |
| -------------- | ----------------- |
| Funkin' Badass | 2014              |
| Vivid          | 2018              |